# Aplidium caelestis
Aplidium caelestis is een zakpijpensoort uit de familie van de Polyclinidae. De wetenschappelijke naam van de soort werd in 1987 voor het eerst geldig gepubliceerd door Françoise Monniot.